# Gretchen Quintana
Gretchen Quintana Cordero (San Cristóbal, 30 giugno 1984) è un'ex multiplista cubana.
Ha rappresentato Cuba ai Giochi olimpici di Pechino 2008 gareggiando nell'eptathlon.

## Palmarès
| Anno | Manifestazione             | Sede           | Evento    | Risultato | Prestazione | Note |
| ---- | -------------------------- | -------------- | --------- | --------- | ----------- | ---- |
| 2005 | Giochi dell'ALBA           | L'Avana        | Eptathlon | Argento   | 5295 p.     |      |
| 2006 | Campionati NACAC U23       | Santo Domingo  | Eptathlon | Oro       | 5794 p.     |      |
| 2006 | Giochi CAC                 | Cartagena      | Eptathlon | Bronzo    | 5584 p.     |      |
| 2007 | Giochi dell'ALBA           | Caracas        | Eptathlon | Oro       | 6076 p.     |      |
| 2007 | Giochi panamericani        | Rio de Janeiro | Eptathlon | Argento   | 6000 p.     |      |
| 2007 | Mondiali                   | Osaka          | Eptathlon | 32ª       | 4954 p.     |      |
| 2008 | Giochi olimpici            | Pechino        | Eptathlon | 24ª       | 5830 p.     |      |
| 2009 | Campionati CAC             | L'Avana        | Eptathlon | Oro       | 5710 p.     |      |
| 2010 | Campionati ibero-americani | San Fernando   | Eptathlon | dnf       | dnf         |      |
| 2011 | Campionati CAC             | Mayagüez       | Eptathlon | Oro       | 5704 p.     |      |
| 2011 | Giochi panamericani        | Guadalajara    | Eptathlon | 4ª        | 5544 p.     |      |